# Nevianipora fasciculata
Nevianipora fasciculata är en mossdjursart som först beskrevs av Ferdinand Canu och Ray Smith Bassler 1929.  Nevianipora fasciculata ingår i släktet Nevianipora och familjen Filisparsidae. Inga underarter finns listade i Catalogue of Life.